# Jean Ragnotti
Jean Ragnotti (ur. 29 sierpnia 1945 roku w Pernes-les-Fontaines) – francuski kierowca wyścigowy i rajdowy.

## Kariera
Ragnotti rozpoczął karierę w międzynarodowych wyścigach samochodowych w 1973 roku od startów w Brytyjskiej Formule 3 BARC Forward Trust oraz w Brytyjskiej Formule 3 BRSCC John Player. W późniejszych latach Francuz pojawiał się także w stawce European 2-litre Sports Car Championship for Makes, Francuskiej Formuły Renault, 24-godzinnego wyścigu Le Mans, World Challenge for Endurance Drivers, World Championship for Drivers and Makes, Renault 5 Turbo Eurocup, FIA World Endurance Championship, French Touring Car Championship, French Supertouring Championship oraz Belgian Procar.
W 1993 Francuz pełnił funkcję kierowcy testowego ekipy Williams w Formule 1.
Ragnotti startował także w Rajdowych Mistrzostwach Świata WRC w samochodzie Renault. Jego pilotem był Jean-Marc Andrié. W historii startów wygrał 90 odcinków specjalnych, a w klasyfikacji generalnej dziewięciokrotnie stawał na podium. Ma w dorobku trzy zwycięstwa: w Rajdzie Monte Carlo 1981 oraz w Rajdzie Korsyki w latach 1982-1983.